# Kibara, Tanzania

Kibara är en ort i Mararegionen i nordvästra Tanzania. Den är belägen vid Spekebukten i Viktoriasjön och hade 6 339 invånare vid folkräkningen 2002. Kibara tillhör distriktet Bunda och är huvudort för en administrativ enhet (shehia) med 16 112 invånare (2002). Några mil österut når man Serengeti nationalpark. 